# Дон Томпсон
Дональд Джеймс Томпсон (англ. Donald James Thompson; нар. 20 січня 1933 — пом. 3 жовтня 2006) — британський легкоатлет, який спеціалізувався в спортивній ходьбі.

## Із життєпису
Учасник трьох Олімпійських ігор (1956—1964) у спортивній ходьбі на 50 кілометрів.
Олімпійський чемпіон (1960).
Посів 10-е місце у олімпійському заході в Токіо (1960) та не зміг дістатися фінішу у Мельбурні (1956).
Володар повного комлекту нагород Кубків світу зі спортивної ходьби у межах командного заліку («золото» 1961, «срібло» 1965 та «бронза» 1967 років). Срібний призер Кубка в індивідуальному заліку на дистанції 50 км (1961).
Учасник трьох чемпіонатів Європи (1958—1966; щоразу в спортивній ходьбі на 50 кілометрів), на яких найкращим результатом була бронзова нагорода 1962 року.
Чемпіон Великої Британії з ходьби на 20 миль (1961) та 50 км (1956—1962, 1966).
Переможець переходу Лондон—Брайтон (88 км) 1955—1962 років. 1968 закінчив спортивну кар'єру на цій же трасі. Однак, вийшовши на пенсію, повернувся до ветеранського спорту. 1990 року був другим на чемпіонаті країни на дистанції ходьби на 100 миль.
Помер від аневризми мозку, маючи 73 роки.

## Основні міжнародні виступи
| Рік  | Змагання                                  | Місто     | Місце | Дисципліна     | Примітки         |
| ---- | ----------------------------------------- | --------- | ----- | -------------- | ---------------- |
| 1956 | Олімпійські ігри                          | Мельбурн  | —     | ходьба 50 км   | DNF              |
| 1958 | Чемпіонат Європи                          | Стокгольм |       | ходьба 50 км   |                  |
| 1960 | Олімпійські ігри                          | Рим       | 1     | ходьба 50 км   | Відео на YouTube |
| 1961 | Кубок світу з ходьби                      | Лугано    | 2     | ходьба 20 км   |                  |
| 1962 | Чемпіонат Європи                          | Белград   | 3     | ходьба 50 км   |                  |
| 1964 | Олімпійські ігри                          | Токіо     |       | ходьба 50 км   |                  |
| 1965 | Кубок світу з ходьби                      | Пескара   |       | ходьба 50 км   |                  |
| 1966 | Ігри Британської імперії та Співдружності | Кінгстон  |       | ходьба 20 миль |                  |
| 1966 | Чемпіонат Європи                          | Будапешт  |       | ходьба 50 км   |                  |
| 1967 | Кубок світу з ходьби                      | Бад-Заров |       | ходьба 50 км   |                  |

## Визнання
- Член Ордена Британської імперії (1970)
- Член Зали слави легкої атлетики Англії[en] (2013)[4]